# HD 131111
HD 131111，又名BD+37 2580，SAO 64355、HR 5541，是一颗恒星，视星等为5.48，位于銀經62.48，銀緯62.99，其B1900.0坐标为赤經14h 46m 32.7s，赤緯+37° 62.99′ 56″。